# Meeswever
De meeswever (Ploceus alienus) is een zangvogel uit de familie Ploceidae (wevers en verwanten).

## Verspreiding en leefgebied
Deze soort komt voor in de bergwouden van oostelijk Congo-Kinshasa, westelijk Oeganda, Rwanda en Burundi.